# نووی زاووی
نووی زاووی (به صربی: Novi Zavoj) یک منطقهٔ مسکونی در صربستان است که در پیروت واقع شده‌است. نووی زاووی ۱٬۴۵۸ نفر جمعیت دارد.